# ۶۲۸ (میلادی)
۶۲۸ (میلادی) ششصد و بیست و هشتمین سال تقویم میلادی است.

## درگذشتگان
- ۲۲ ژانویه – آناستاسیوس، راهب ایرانی
- ۲۸ فوریه، خسرو پرویز، بیست‌وسومین شاهنشاه ایران‌شهر